# 信譽
信譽（英語：Reputation），是信用和声誉，评定一个主体的信誉一般称为信誉评级，比如：比优信誉评级等，信誉评级在技术上指的是社會大眾對個人、社會團體或組織等根据評價准則给出的评价，它是在教育、商業、虛擬社群和社會地位等领域中发挥着一种生产要素的作用，不仅可以促进个主体作用的有效发挥，同时也是社會大眾給于的其中一种社会认同。
信譽已知是一种在自然社会普及、自發和高效率的社会控制机制，同时也是社会学、管理学和技术科学的一门学习项目，它牵渉及市场上的竞争以及企业、组织、机构或社区之间的协作等。此外，信譽也表现在不同层次的媒介、個體和超個體上，在超個體的层面上，它关系到群体、社区、集体和抽象的社会实体（如公司、企业、组织、国家、文化和文明等），它的影响力泛盖到日常生活以至国家之间的关系。总而言之，是一种維护社会秩序的基本手段、经销的基础以及自發的社会控制。